# الأمن شبه العسكري في روسيا
الأمن شبه العسكري في روسيا (الروسية: Военизированная охрана) هي تشكيلات أمنية خاصة ذات طابع شبه عسكري، تتبع غالبًا للقطاع الحكومي، وتتمتع بوضع قانوني خاص. وتُسلّح هذه الوحدات بأسلحة نارية خفيفة وقتالية، ويُناط بها حماية البُنى التحتية الحيوية للدولة، وكذلك تأمين الشحنات والممتلكات ذات الأهمية الاستراتيجية.
وتُحدّد أنواع الممتلكات والمنشآت الخاضعة لحماية هذه الوحدات بموجب لوائح تنظيمية تصدرها جهات حكومية مختلفة، من وزارات ومؤسسات وشركات، أو من خلال اتفاقيات دولية تُبرمها الدولة.
وقد تُدمج هذه التشكيلات ضمن القوات النظامية عند الضرورة، أو تُستخدم كقوات مساندة في أوقات الحرب، أو النزاعات المسلحة، أو العمليات المضادة للإرهاب.

## التاريخ

### الحماية شبه العسكرية التابعة للوزارات

#### الحرس التابع والإدارة العليا للحماية (1918–1924)
في خضم الثورة الروسية، أنشأ البلاشفة تنظيمًا شبه عسكري يُعرف بـالحرس الأحمر، وقد تحوّل لاحقًا إلى نواة الجيش الأحمر، تنفيذًا لما نادى به فلاديمير لينين بقوله: "لا سبيل لمنع عودة الشرطة إلا بإنشاء ميليشيا شعبية تندمج بالجيش، ويُستعاض عن الجيش الدائم بتسليح الشعب بأسره."
وقد أولت السلطة السوفييتية عناية خاصة بحماية طرق المواصلات والمرافق الصناعية، فصدر مرسوم عن مجلس مفوضي الشعب بتاريخ 26 مارس 1918 بعنوان "حول مركزية الإدارة، وحماية الطرق، وزيادة قابليتها للنقل".
وبموجب هذا المرسوم، أُنشئت وحدات حماية عسكرية للسكك الحديدية، مؤلفة في معظمها من عمال السكة أنفسهم، وتخضع لأشخاص مسؤولين يُعيّنون أو يُعتمدون من قبل مفوض الشعب للمواصلات. وقد أوكلت لهذه الوحدات مهام تتعدى الحماية إلى تنفيذ المراقبة الطائرة، وضبط تهريب الركاب، ومكافحة نقل البضائع غير المنظّم، والتقليل من فترات تعطل العربات والقاطرات.
وفي 17 يوليو 1918، صدر مرسوم ثانٍ عن المجلس ذاته تحت رقم 600، يُنظّم بموجبه تأسيس مديرية لحماية السكك الحديدية، تابعة مباشرة لمفوضية المواصلات، وكان من المُخطط أن يبلغ عدد أفرادها سبعين ألف حارس.

### تحديات الحماية وتوحيد القوات المسلحة (1918)
رغم إنشاء وحدات الحماية المسلحة، فإن أثرها على استتباب الأمن في السكك الحديدية لم يكن بالغًا، وإن كان قد أسهم في ردع الغارات التي كانت تتعرض لها قوافل القطارات، وحماية العاملين من بطش العصابات المسلحة. غير أن بعض خطوط السكك سعت إلى تنظيم شؤون الأمن بشكل مستقل، مخالفة التوجه المركزي لمفوضية المواصلات، ومتجاهلة التعليمات الصادرة عنها.

وقد وجّهت أجهزة الأمن الثوري، لا سيما لجنة الطوارئ (تشيكا)، انتقادات لاذعة لأداء هذه الحماية، وجاء في تقاريرها:
تشير الوثائق الواردة من مناطق مختلفة إلى كثرة حالات التسيّب، والتراخي في مكافحة التهريب، ووقوع صدامات بين وحدات الغذاء وحرس السكك على خط كورسك، فضلًا عن وجود قضايا عديدة بين يدي اللجنة الاستثنائية لمكافحة الثورة المضادة والاحتكار. ويقود هذا إلى استنتاج مفاده أن حرس السكك لا يُعد موثوقًا به، ولا يصلح لحماية جهاز حيوي كالسكك الحديدية، بل وقد يُشكل خطرًا سياسيًا جسيمًا على السلطة السوفييتية. ومن ثم، تُملي الحياة ذاتها ضرورة إنشاء فيلق منظم من رجال منضبطين ومدربين تدريبًا عسكريًا.
في هذا السياق، أنشأت جهات أخرى وحداتها المسلحة الخاصة، خارج إطار الجيش الأحمر، كحماية السفن التابعة للإدارة العامة للنقل النهري (تأسست في 14 مايو 1918، ثم أُلحقت بمفوضية الشؤون الداخلية في 25 يوليو 1918 لتشكيل شرطة نهرية)، وكذلك حماية إدارة السكر المركزية، ومؤسسة المنسوجات المركزية وغيرها.
وبما أن كل جهة كانت تستخدم تشكيلاتها المسلحة على هواها، فقد دعت الحاجة إلى التوحيد، فصدر في 19 أغسطس 1918 مرسوم عن مجلس مفوضي الشعب رقم 668 يقضي بتوحيد جميع القوى المسلحة للجمهورية، وإلحاقها بمفوضية الشؤون العسكرية.
وفي جلسة المجلس العسكري الثوري للجمهورية المنعقدة في 15 سبتمبر 1918، أُعلن رسميًا أن حرس السكك بات تابعًا لسلطة المجلس العسكري الثوري. وقد نُشر مرسوم مجلس المفوضين هذا (رقم 668) في أمر المجلس العسكري الثوري رقم 46 الصادر بتاريخ 10 أكتوبر 1918.

#### وحدات حراسة "فوخْر" ضمن جهاز حماية خطوط النقل التابع لمفوضية المواصلات السوفييتية (1924–1927)
في عام 1923، أُعفيت المفوضية العسكرية من مسؤولية حماية عدد من منشآت النقل الحديدي، وخاصة الجسور ذات الأهمية الاستراتيجية. وقد أُسندت هذه المهمة رسميًا إلى مفوضية الشعب للمواصلات (NKPS) في الاتحاد السوفييتي. وابتداءً من 4 ديسمبر من العام نفسه، بدأ تشكيل وحدات مسلحة خاصة تُعرف بـ"الكتائب الخاصة المسلحة" (SVOs) ضمن منظومة حماية المواصلات، وكان أفرادها يخضعون للأنظمة واللوائح العسكرية المعمول بها في الجيش الأحمر.
ومع إنشاء جهاز الحماية الخاص (PSB)، جرى تقسيم الحرس التابع للمفوضية إلى قسمين:
- حماية غير عسكرية: تُعنى بحراسة الممتلكات والبضائع المنقولة.
- حماية شبه عسكرية: تتولى حماية المنشآت ذات الأهمية القومية، وتتمتع بمستوى تسليحي وتنظيمي متقدم.

وقد أُدخلت لأول مرة وظيفة "رامٍ" (مطلق نار) ضمن صفوف الحراس العاديين في الجهاز، وكان لكل كتيبة سلاح رشاش (مدفع آلي)، بالإضافة إلى قطار مدرع يُستخدم لمرافقة قطارات الركاب والبضائع التي تحمل مواد ثمينة أو حساسة، ولدفع هجمات العصابات المسلحة الكبيرة.

وقد أسهم إنشاء هذه الوحدات في تحسين أمن المرافق والبضائع بشكل ملحوظ، فبينما سُجلت سرقات بلغت 7,888,724 بودًا من البضائع في عام 1922، انخفض الرقم إلى 2,221,000 بود فقط في عام 1923. وفي تقرير صدر في سبتمبر 1924، ورد أن:
«حالات السرقة العلنية عبر كسر الأختام أو تشغيل العربات توقفت تقريبًا بالكامل على خطوط النقل».
وفي 22 أكتوبر 1926، أصدرت المفوضية قرارًا بإنشاء وحدات الحراسة المسلحة في 15 ميناءً تجاريًا (مثل فلاديفوستوك وأرخانغلسك)، وفقًا للقائمة المعتمدة، وذلك على غرار منظومة حرس السكك الحديدية. وقد فُرض على الجنود وقادة هذه الوحدات حمل شعار خاص على الزي الرسمي يرمز إلى الأسطول التجاري: مرساة بحرية متقاطعة مع عصا "ميركوري" (رمز التجارة).

##### حماية شبه عسكرية للمصانع والمؤسسات العامة (1927–1932)
في 12 مايو 1927، أقرّ مجلس مفوضي الشعب تنظيم حماية شبه عسكرية للمصانع والهيئات الحكومية، تُشرف عليها وكالة الأمن السوفيتية (OGPU)، مع استبعاد أي صلاحيات عسكرية للتنظيمات المحلية. وأُسندت لمخرجات هذه الوحدات واجبات حماية المنشآت الحيوية للمؤسسات، باستخدام عناصر مسلحة ومدربة وفق نمط الجيش.
وفي 20 يونيو 1927، صدر كتاب دوري يحدد المؤسسات الخاضعة لبدائل الشرطة، فأُنشئت قيادات أمنية على غرار العسكرية في أقاليم الحماية، وتكوّنت وحدات تدريبية في لينينغراد لتأهيل القادة العسكريين للحرس.
وعام 1930، أشاد فاليريان كويبيشيف بدورهم في تدريب العمال دفاعيًا عبر التدخلات الكيميائية وربطهم بجهاز الثورة. وفي عام 1931 تم دمج حماية المفوضية المسؤولة عن الصناعات الثقيلة تحت سلطة OGPU.
لكن بحلول ديسمبر 1931، تقرر نقل كل الوحدات شبه العسكرية التابعة للمصالح الحكومية إلى OGPU، وشُكلت وحدات جديدة لحماية المصانع الرئيسية طوال عام 1932، تزامنًا مع موجة المجاعة والعصابات التي هاجمت القطارات، مما فرض إعادة تنظيم الحماية لتشمل عناصر أكثر صدقية وتسليحًا. خلال 1932–1946، واصلت الحماية شبه العسكرية أداء دورها الدفاعي، وتم توسيع مهامها لتشمل حماية الأطفال المتشردين على خطوط السكة، وإنقاذهم فترة الجوع، ومواجهة عصابات «باسمك». وحافظت هذه الوحدات على بنيتها كتنظيم شبه عسكري ضمن وزارات الدولة، تحمل اسم "حارس" كالمسمى الرسمي.

#### الحماية شبه العسكرية خلال الحرب العالمية الثانية (1939–1945)
مع اندلاع الحرب العالمية الثانية، أُعيد توجيه مهام الحماية شبه العسكرية في الاتحاد السوفيتي لخدمة المجهود الحربي والدفاع عن العمق الاستراتيجي للدولة. فقد أُوكلت إليها مسؤوليات مضاعفة في حماية المنشآت الحيوية، مثل السكك الحديدية، المصانع الحربية، ومخازن الذخيرة والوقود، وذلك في مواجهة التهديدات المتزايدة من التخريب، والقصف الجوي، والعمليات المعادية خلف خطوط الجبهة.
تم تسليح وحدات الحماية تسليحًا قتاليًا، واستُعين بها لتأمين نقل الإمدادات إلى الجبهات، وحماية قطارات الجرحى، وتطويق المناطق المنكوبة بالقصف. كما جرى دمج بعض فصائلها ضمن التشكيلات القتالية الرديفة في الخطوط الخلفية، وخاصة في فترات حصار مدن كـلينينغراد.
ونظرًا لطبيعة الحرب الشاملة، أصبحت هذه القوات جزءًا لا يتجزأ من الجهاز الدفاعي الداخلي، وأسهمت في حماية العمود الفقري اللوجستي والاقتصادي للاتحاد السوفيتي، عبر شبكات السكك الحديدية والمراكز الصناعية، مما حافظ على استمرارية الإنتاج الحربي وحركة التعبئة رغم الاستنزاف.

#### الحماية شبه العسكرية في الاتحاد السوفيتي (1946–1991)
أُعيد تنظيم الحماية شبه العسكرية بعد الحرب العالمية الثانية عبر مجموعة من اللوائح الوزارية شملت وزارات السكك الحديدية، الأسطول النهري، والبحرية (1949–1950). وفي عام 1951، أُقرّ نظام "الحماية من الفئة الأولى" لحراسة المنشآت ذات الأهمية القصوى، ونُفّذ اعتبارًا من 1 يناير 1952، بتمويل من الوزارات المعنية.
وقد تأسست على إثر ذلك وحدات خاصة تابعة لوزارة المالية، ضمت ثمانية فصائل في موسكو ولينينغراد وكييف وقازان وغيرها، بقرابة ثلاثة آلاف عنصر. وحافظ أفرادها على امتيازات العسكريين من تغذية، إسكان، ورعاية طبية.
في عام 1959، ثُبّت نوعان من الحماية: شبه عسكرية ومدنية، وصيغت لوائح جديدة تنظّم مهامها وصلاحياتها. وفي 1961، صدر قرار ينظم العلاقة بين هذه الوحدات والوزارات، ويمنح الحكومات والوزارات الحق في تحديد المنشآت المحمية ونمط إدارتها. وظلّت تلك الوحدات مموّلة من الجهات التي تقوم بحمايتها.
وفي 1984، صدر مرسوم رسمي يجيز لتلك القوات احتجاز المخالفين واستخدام السلاح في الحالات الاستثنائية، مما رسّخ دورها كجهاز دفاعي داخلي مركزي في منظومة الأمن السوفيتي.

#### الحماية شبه العسكرية في فضاء ما بعد الاتحاد السوفيتي (1991 – حتى الآن)

##### الاتحاد الروسي (1991–1999): إلغاء النظام شبه العسكري وظهور الحماية الإدارية
استمر العمل بأشكال الحماية شبه العسكرية في معظم دول فضاء ما بعد الاتحاد السوفيتي، بيد أن الوضع في الاتحاد الروسي شهد تحولات جذرية عقب انهيار الحقبة السوفييتية.
في الفترة ما بين 1992–1995، تكبّدت وحدات حماية السكك الحديدية التابعة لوزارة السكك الحديدية في روسيا ضغطًا أمنيًا حادًا على خطوط مثل سكة ترانس-بايكال، حيث قاتلت سرقات جماعية للبضائع واعتداءات مسلحة ارتكبها أفراد محليون أو وافدون جاؤوا خصيصًا للاستيلاء على الشحنات.
ومع تصاعد التوتر الأمني، شارك أكثر من 800 عنصر من وحدات الحماية شبه العسكرية ومدافع الحريق بوزارة الداخلية الروسية بين ديسمبر 1994 وديسمبر 1996 في عمليات ضد التمردات والعمليات الإرهابية في جمهورية الشيشان والمناطق المحيطة، قبيل اندلاع حرب الشيشان الثانية عام 1999. وقد استهدفت هذه الوحدة أكثر من 300 منشأة بالقصف، وأسفرت اشتباكاتها عن قتلى وجرحى وشهدت تكريم المئات من منتسبيها عن شجاعتهم وتضحياتهم.
وعقب سنة 2000، صدر القانون الاتحادي (رقم 77‑FZ)، الذي حوّل الحماية شبه العسكرية إلى الحماية الإدارية – منظومة لا تحمل طابعًا عسكريًا أو شبه عسكري، ويخدم فيها الموظفون بموجب تعاقدات مدنية خاضعة للقانون الوظيفي.
وإن كان بعض الأجهزة الحكومية مثل وزارة الدفاع ووزارة الطوارئ ما تزال تدّعي صفة “الحراسة” داخل وحدات منظمة، فإنها تُدرَج ضمن وحدات نظامية وليس ضمن القوى شبه العسكرية التي انتفت رسمياً.

### وحدات شبه عسكرية ضمن الحماية الشرطية غير الإدارية
بموجب قرار 29 أكتوبر 1952، أنشئت تحت إدارة وزارة الداخلية السوفيتية هيئة حراسة شرطة غير إدارية تُعرف بـVNSO، تولت حماية المنشآت الاقتصادية والتجارية، وتم نقل بعض الكتائب من الحرس شبه العسكري لوزارات مثل السكك الحديدية والموارد لبسط الحماية المدنية.
في 1959 و1965، صدرت قوانين تنظم نوعي الحماية—شبه عسكرية ومدنية—مع تحديد المنشآت الخاضعة لحماية الشرطة غير الإدارية، وإلزام اتحادات الجمهوريات ووزارات الدولة تحديد مهامها وتمويلها.
وفي فبراير 1966، تبلورت اللوائح لمهنة "الحراسة الشرطية" بموجب تعليمات رسمية، فصُنِّفت الوحدات شبه العسكرية لحماية المنشآت الحساسة، والمدنية لحماية المواقع الأقل أهمية، مع تسليحها بالبنادق والمسدسات، وأُدخلت ضمن إدارات الأمن الشرطية في الجمهوريات الاتحادية.

### حراسة الجولاغ 1930–1956
انطلقت إعادة هيكلة الأمن داخل السجون ومعسكرات العمل الجماعي في 1930، بتوظيف عناصر احتياطية من الجيش، وضعها النظام تحت رقابة أجهزة الأمن (OGPU/NKVD). اكتسب هؤلاء طابعًا شبه عسكري رسميًا، مع حيازتهم تصاريح للسلاح، ومساواتهم بالقوات النظامية من حيث المزايا والرعاية الاجتماعية.
أُوكلت إليهم مهام مثل: تأمين المعتقلين داخل المخيمات، ومصاحبتهم للعمل أو النقل، ومكافحة الهرب، والقمع عند العصيان. في عام 1940، بلغ عددهم نحو 107 000 عنصر، كما عمل بعض وحدات "الحراسة الذاتية" بين المعتقلين أنفسهم كجهة أمنية داخلية.
ولا تخلو سجلات تلك الوحدات من التجاوزات، حيث ارتكب بعض أفرادها انتهاكات جسيمة بحق المعتقلين، كالتعذيب، والاغتصاب، وأعمال القتل التعسفي.

## الأسلحة
كانت وحدات الحراسة الشبه عسكرية (VOKhR) في الاتحاد السوفيتي مسلّحة وفقًا لطبيعة المهام وظروف الخدمة، حيث استخدمت الأسلحة الفردية القياسية المعتمدة لدى القوات المسلحة، مثل:
- مسدس ناغان
- مسدس توكاريف TT
- بندقية موسين وكاربين موسين
- كاربين سيمونوف نصف الآلي
- رشاش شباغين (PPSh)
- رشاش ديغتيريوف الخفيف (DP)

استخدمت المسدسات غالبًا من قِبل رؤساء الفِرق ونوابهم، بينما وُزعت البنادق والكاربينات على الحرّاس الخارجيين. أما وحدات الحراسة للمواقع ذات الأهمية البالغة وفرق الإنذار ومرافقة الشحنات، فقد تسلّحت بـ:
- مسدس ماكاروف PM
- بندقية كلاشنيكوف AKM أو AKMS

كما شُغِّلت الكلاب البوليسية في مهام حماية المنشآت وتتبع الجناة.

## التمثيل في الثقافة والفن

### في الأدب والفنون
ظهرت صورة الحراس الشبه عسكريين في عدّة أعمال أدبية وسينمائية، منها:
- قصيدة "المتقاعدون" للشاعر ليونيد فيلاتوف («الـVOKhR العجائز يجلسون على مقاعد الداتشا»).
- ألكسندر سولجينتسين: كتاب أرخبيل الغولاغ، الجزء الثالث، الفصل 20: "خدمة الكلاب".
- "الجانب السيبيري البعيد" مذكّرات الحارس إيفان تشيستياكوف (1935–1936)، نُشرت سنة 2014.

### في السينما
- فيلم وثائقي للمخرج ستانيسلاف جوفوروخين بعنوان "الثورة الإجرامية العظمى"، 1994 – تناول سرقة البضائع بمحطة زابايكالسْك.

### في الرموز والتماثيل
- أول نصب تذكاري لكلب حراسة في الاتحاد السوفيتي، أقيم بمحطة إنسكايا تكريمًا للكلب "أنتي" ومرشده "إي. ليتفينوف".